# Tremedal de Tormes
Tremedal de Tormes – gmina w Hiszpanii, w prowincji Salamanka, w Kastylii i León, o powierzchni 33,46 km². W 2011 roku gmina liczyła 43 mieszkańców.